# Tony Award/Tony Honors for Excellence in Theatre
Der Tony Honors for Excellence in Theatre (deutsch: Tony Auszeichnung für herausragende Leistungen im Theaterbereich) ist ein US-amerikanischer Theater- und Musicalpreis, der erstmals 1990 im Rahmen der Verleihung der Tony Awards vergeben wurde.

## Geschichte und Hintergrund
Die Tony Awards werden seit 1947 jährlich in zahlreichen Kategorien von circa 700 Juroren vergeben, die sich aus der Unterhaltungsbranche und Presse der Vereinigten Staaten rekrutieren. Seit 1990 wird vom American Theatre Wing zusätzlich der Tony Honors for Excellence in Theatre als nicht-kompetitive Auszeichnung vergeben. Die Auszeichnung geht an Einzelpersonen, Institutionen und/oder Organisationen, die außergewöhnliche Leistungen im Theaterbereich erbracht haben, aber in keine der bestehenden Tony-Award-Kategorien passen. Die Vergabe erfolgt im Rahmen einer separaten Zeremonie. Der erste Preisträger war Alfred Drake, der für seine lange Karriere im Bereich Musiktheater ausgezeichnet wurde.

## Preisträger

### 1990–1999
| Jahr | Preisträger                                                                                        | Weitere Informationen |
| ---- | -------------------------------------------------------------------------------------------------- | --- |
| 1990 | Alfred Drake                                                                                       | |
| 1991 | George Moore                                                                                       | Der Pastor der St. Malachy’s Church (bekannt als The Actors’ Chapel) erhält den Preis für seinen Service und sein Engagement für die Bedürftigen und Alten des Theaterviertels |
| 1992 | Tom Jones und Harvey Schmidt                                                                       | Die Preisträger erhalten den Preis für The Fantasticks, das seit 33 Jahren aufgeführt wird |
| 1993 | International Alliance of Theatrical Stage Employees (IATSE) und Broadway Cares/Equity Fights AIDS | Beim Preisträger International Alliance of Theatrical Stage Employees (IATSE) handelt es sich um eine Gewerkschaft von Theaterhandwerkern aus 900 Theaterbetrieben, die hinter den Kulissen der Unterhaltungsindustrie tätig sind Der Preisträger Broadway Cares/Equity Fights AIDS ist die aktivste Wohltätigkeitsorganisation der Unterhaltungsindustrie. Sie befasst sich mit den zahlreichen Herausforderungen von AIDS |
| 1994 | nicht vergeben                                                                                     | |
| 1995 | National Endowment for the Arts                                                                    | |
| 1996 | nicht vergeben                                                                                     | |
| 1997 | nicht vergeben                                                                                     | |
| 1998 | The International Theatre Institute of the United States                                           | |
| 1999 | nicht vergeben                                                                                     | |

### 2000–2009
| Jahr | Preisträger | Weitere Informationen |
| ---- | --- | --- |
| 2000 | Eileen Heckart, Sylvia Herscher und die City Center Encores                                                                                     | |
| 2001 | Betty Corwin und das Theatre on Film and Tape Archive der New York Public Library for the Performing Arts, die New Dramatists und Theatre World | Betty Corwin (Gründer und Leiter des Theatre on Film and Tape Archive innerhalb der New York Public Library for the Performing Arts)                        |
| 2002 | nicht vergeben | |
| 2003 | Hauptensemble von Baz Luhrmanns La Bohème, Paul Huntley, die Johnson-Liff Casting Associates und The Acting Company.                            | Paul Huntley (Perückenmacher und Hairstylist) |
| 2004 | Darsteller der Broadway-Produktion Big River aus dem Jahr 2003, Nancy Coyne, Frances und Harry Edelstein und Vincent Sardi Jr. und Martha Swope | Nancy Coyne (Geschäftsführerin der Theater-Werbeagentur Serino Coyne); Frances und Harry Edelstein (Gastronomen des Cafe Edison); Martha Swope (Fotografin) |
| 2005 | Peter Neufeld und die Theatre Communications Group                                                                                              | Peter Neufeld (Produzent) |
| 2006 | BMI Lehman Engel Musical Theater Workshop, Forbidden Broadway und sein Schöpfer Gerard Alessandrini, Samuel (Biff) Liff und Ellen Stewart       | |
| 2007 | Gemze de Lappe, Alyce Gilbert, Neil Mazzella und Seymour „Red“ Press                                                                            | Alyce Gilbert (Garderobiere); Neil Mazzella (Geschäftsführer der Hudson Scenic Studios); Seymour „Red“ Press (Musiker und Musicaldarsteller)                |
| 2008 | nicht vergeben | |
| 2009 | Shirley Herz | Shirley Herz (Presseagentin) |

### 2010–2019
| Jahr | Preisträger | Weitere Informationen |
| ---- | --- | --- |
| 2010 | The Alliance of Resident Theatres/ New York, B.H. Barry, Midtown North & South New York City Police Precincts und Tom Viola                                                      | |
| 2011 | William Berloni, The Drama Book Shop sowie Sharon Jensen und Alliance for Inclusion in the Arts                                                                                  | William Berloni (Tierdresseur) |
| 2012 | Freddie Gershon, Artie Siccardi und TDF Open Doors | Freddie Gershon (Rechtsanwalt für Entertainmentrecht) |
| 2013 | Michael Bloomberg, Career Transition For Dancers, William Craver, Peter Lawrence, The Lost Colony sowie Sophia Gennusa, Oona Laurence, Bailey Ryon und Milly Shapiro (gemeinsam) | Michael Bloomberg (Bürgermeister von New York City); Peter Lawrence (Bühnenmanager); The Lost Colony (Roanoke Island, in North Carolina); Sophia Gennusa, Oona Laurence, Bailey Ryon und Milly Shapiro (die vier Schauspielerinnen, die sich die Hauptrolle in Matilda the Musical teilten) |
| 2014 | Joseph P. Benincasa, Joan Marcus und Charlotte Wilcox | Joseph P. Benincasa (Präsident der Actors Fund of America); Joan Marcus (Fotograf); Charlotte Wilcox (Geschäftsführerin) |
| 2015 | Arnold Abramson, Adrian Bryan-Brown und Gene O’Donovan | Arnold Abramson (Bühnenbildner); Adrian Bryan-Brown (PR-Berater); Gene O’Donovan (Bühnentechniker) |
| 2016 | Seth Gelblum, Joan Lader und Sally Ann Parsons | Seth Gelblum (Anwalt für Unterhaltungsrecht); Joan Lader (Gesangslehrer); Sally Ann Parsons (Kostümverleiherin) |
| 2017 | Nina Lannan und Alan Wasser | Nina Lannan (Geschäftsführer); Alan Wasser (Geschäftsführer) |
| 2018 | Sara Krulwich, Bessie Nelson und Ernest Winzer Cleaners | Sara Krulwich (Fotograf der New York Times); Bessie Nelson (Kostümmacherin) |
| 2019 | Broadway Inspirational Voices, Peter Entin und FDNY Engine 54, Ladder 4, Battalion 9                                                                                             | Broadway Inspirational Voices (gegründet von Michael McElroy) |

### 2020–2021
| Jahr      | Preisträger | Weitere Informationen                         |
| --------- | --- | --------------------------------------------- |
| 2020/2021 | Fred Gallo, Irene Gandy, Beverly Jenkins und New Federal Theatre                                                                                           | New Federal Theatre (Gründer Woodie King Jr.) |
| 2022      | Asian American Performers Action Coalition, Broadway for All, Emily Grishman, Feinstein’s/54 Below, United Scenic Artists (Local USA 829, IATSE)           |                                               |
| 2023      | Lisa Dawn Cave, Victoria Bailey, Robert Fried |                                               |
| 2024      | Wendall K. Harrington, Colleen Jennings-Roggensack, Judith O. Rubin, Dramatists Guild Foundation, Samuel J. Friedman Health Center for the Performing Arts |                                               |